# Orbital molecular de antilegătură

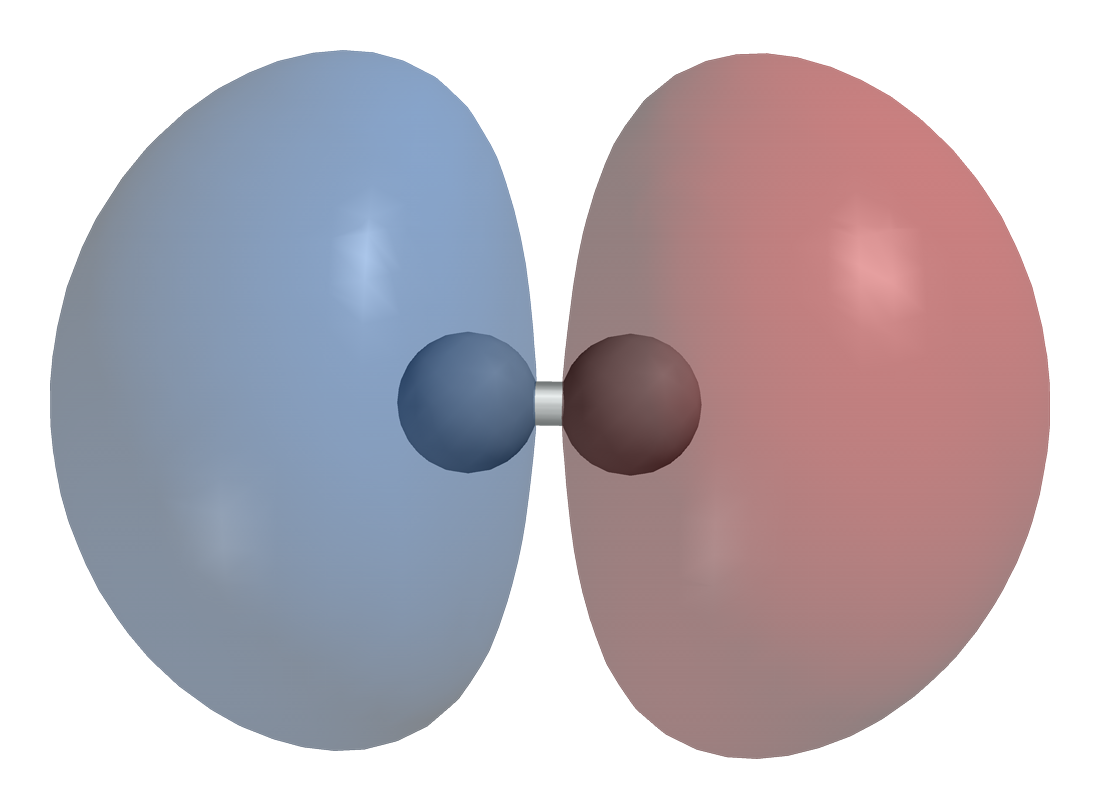
Orbitalul molecular de antilegătură H_{2} 1sσ*

În chimia teoretică, un orbital de antilegătură (OMAL) este un tip de orbital molecular care slăbește legătura chimică dintre doi atomi și contribuie la creșterea energiei moleculei în raport cu atomii separați. Un astfel de orbital are unul sau mai multe noduri în zona de legătură dintre nuclee. Densitatea electronilor din orbital este concentrată în afara regiunii de legătură și acționează pentru a îndepărta un nucleu de celălalt și tinde să provoace repulsie reciprocă între cei doi atomi, spre deosebire de un orbital molecular de legătură, care are o energie mai mică decât cea a atomilor separați și este responsabil pentru formarea legăturilor chimice.